# Yingpanjian
Yingpanjian (kinesiska: 营盘尖) är ett berg i Kina. Det ligger i provinsen Fujian, i den sydöstra delen av landet, omkring 250 kilometer norr om provinshuvudstaden Fuzhou. Toppen på Yingpanjian är 1 664 meter över havet, eller 361 meter över den omgivande terrängen. Bredden vid basen är 17,7 km.
Runt Yingpanjian är det ganska tätbefolkat, med 80 invånare per kvadratkilometer. I omgivningarna runt Yingpanjian växer i huvudsak blandskog.
Genomsnittlig årsnederbörd är 2 537 millimeter. Den regnigaste månaden är juni, med i genomsnitt 512 mm nederbörd, och den torraste är oktober, med 46 mm nederbörd.